# È tutta fortuna
È tutta fortuna (Pure Luck) è un film del 1991 di Nadia Tass, interpretato da Martin Short e Danny Glover. È il remake della pellicola francese del 1981 La capra.

## Trama
Valerie è la sfortunatissima e maldestra figlia del proprietario di una grande compagnia assicuratrice. La giovane si trova in vacanza in Messico quando vengono perse le sue tracce; il padre, per poterla ritrovare, ingaggia un famoso detective, Raimondo, accompagnato da un suo dipendente, Eugenio. Quest'ultimo ha la peculiarità di essere una calamita per le sventure, proprio come Valerie: il padre della ragazza, sperando che il malcapitato possa intraprendere lo stesso sventurato viaggio di sua figlia, invia così i due alla sua ricerca. Il viaggio sarà irto di divertenti e surreali incidenti ma porterà i due sulle tracce della ragazza, ricoverata in un ospedale sotto le cure di alcune suore. Ma la sfortuna vuole che, una volta ritrovata la giovane, sia Valerie che Eugenio si ritrovino alla deriva nel fiume su cui poggiava la palafitta dell'ospedale, a galleggiare verso una cascata.